# Cittadinanza romana
(Cicerone, In Verrem, II, V, 162. Attribuita anche all'apostolo Paolo, Atti 16,37 e 22,27)

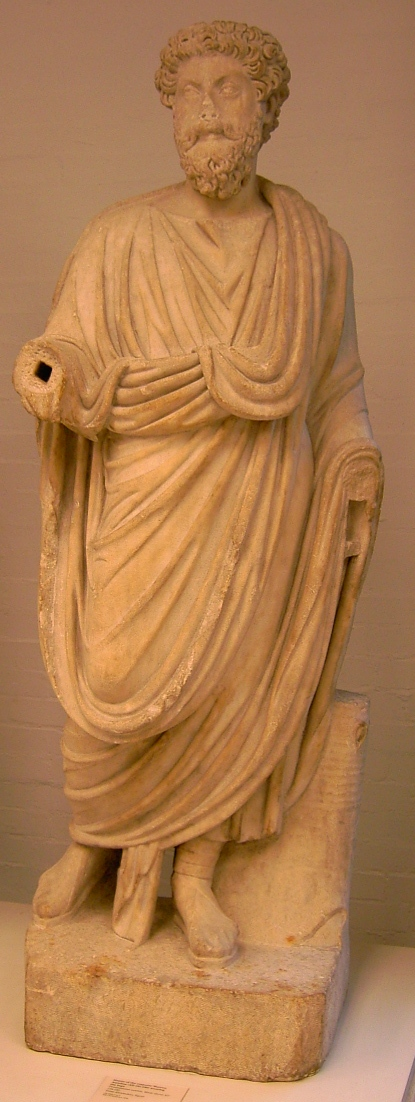
La toga era una tipica veste del cittadino romano

Lo status di cittadino romano apparteneva ai membri della comunità politica romana, in quanto cittadini della città di Roma (civis Romanus); fuori dall'Italia non era legato all'essere un abitante di uno dei domini romani, almeno fino alla Constitutio Antoniniana, emanata dall'imperatore Caracalla nel 212, che concedeva la cittadinanza a tutte le popolazioni abitanti entro i confini dell'Impero.

## Caratteristiche del cittadino romano
Essere cittadino romano comportava una notevolissima serie di privilegi, variabili nel corso della storia, a creare diverse "gradazioni" di cittadinanza.
Nella sua versione definitiva e più piena, comunque, la cittadinanza romana consentiva l'accesso alle cariche pubbliche e alle varie magistrature (nonché la possibilità di votarle nel giorno della loro elezione), la possibilità di partecipare alle assemblee politiche della città di Roma, svariati vantaggi sul piano fiscale e, importante, la possibilità di essere soggetto di diritto privato, ossia di poter presentarsi in giudizio attraverso i meccanismi dello ius civile, il diritto romano per eccellenza.
Al cittadino romano corrispondeva il Plenum ius, l'Optimum ius, ovvero il diritto pieno. A differenza di coloro che avevano soltanto il diritto latino, un civis optimo iure (cittadino di diritto pieno) era iscritto in una delle trentacinque tribù territoriali, che fungevano da liste elettorali e di arruolamento militare, e dunque poteva votare nelle assemblee comiziali di Roma e arruolarsi nelle legioni.
I vantaggi della cittadinanza erano diversi: un abitante delle province (peregrinus) che otteneva il plenum ius poteva venire esentato dalle imposte che gravavano sui provinciali; in caso di arresto, non poteva essere sottoposto a punizioni corporali.
Nel 49 a.C., tutte le città del Nord Italia che godevano di diritti inferiori (diritto latino) ottennero per legge il plenum ius, diventando municipia, cioè comunità di cittadini che assumevano tutti i diritti e i doveri dei Romani.
Il diritto di cittadinanza – che poteva essere concesso a singoli individui o a intere comunità – continuò a essere molto ambito; in età imperiale, la sua concessione era riservata all'imperatore. 

## Concessione, origine e perdita della cittadinanza

### La concessione politica
La concessione della cittadinanza anche agli stranieri cominciò a diventare un problema e una necessità nel momento in cui Roma cominciò la sua fase d'espansione sia territoriale che commerciale, venendo quindi a contatto con popoli che mal sopportavano che fosse loro negata quella serie di privilegi che erano prerogativa dei cittadini romani. Ecco, quindi, che la concessione della cittadinanza cominciò a diventare anche uno strumento di controllo politico oltre che di consolidamento del potere, giungendo spesso come conquista delle varie popolazioni sottomesse dopo periodi di tensioni e conflitto: è il caso ad esempio delle leggi Julia e Plautia Papiria (90-89 a.C.) con le quali, a seguito della Guerra Sociale, si estendeva la cittadinanza romana a tutti gli italici a sud del Po; piuttosto che della lex Gellia Cornelia (72 a.C.). Il resto della Gallia Cisalpina, a nord del fiume, ottenne tale diritto solo un ventennio dopo, con la lex Roscia, mentre la Sicilia nel 44 a.C. con decreto del console Marco Antonio.
La Constitutio Antoniniana fu solo l'ultimo passo di questo sviluppo politico delle concessioni, parallelo anche allo svuotamento della condizione privilegiata del cittadino romano: Caracalla, difatti, si limitò a unificare lo status di tutti gli abitanti dell'impero nella condizione di sudditi, membri non più di una comunità politica organizzata sulla base di una relativa partecipazione (con i conseguenti vantaggi sul piano pubblico), ma di uno Stato sempre più assolutista, dove il potere era interamente concentrato nelle mani del sovrano e del suo ceto burocratico.

#### La concessione come merito e riconoscimento
La cittadinanza poteva essere inoltre conferita su base individuale, dapprima dal popolo riunito in assemblea (tramite una lex) o da un atto del magistrato autorizzato ex lege, successivamente dalla volontà dell'imperatore (tramite senatoconsulto o constitutio), sulla base di meriti di vario tipo. Si poteva inoltre ottenere la cittadinanza di diritto come premio per alcuni servizi, in particolari circostanze:
1. Dopo aver servito a Roma per qualche anno nel corpo dei vigili;
2. Dopo aver speso una cospicua parte del patrimonio personale per costruire una casa a Roma;
3. Dopo aver portato a Roma frumento per un certo numero di anni;
4. Dopo aver macinato grano a Roma per anni.

Questi ultimi modi di ottenimento erano però riservati soltanto a coloro che possedevano la cittadinanza latina, una via di mezzo tra la condizione di romano e di straniero.

#### Ottenimento per manomissione
Tutti gli schiavi che vengono liberati divengono anche cittadini romani. Tuttavia ben presto la liberazione di molti schiavi, spesso provenienti da popolazioni straniere, cominciò a comportare problemi d'ordine sociale: ciò cominciò soprattutto a notarsi quando divenne uso accettare la liberazione degli schiavi anche attraverso rituali non propri dello ius civile (ossia la manumissio), quindi non sottoposti al controllo della comunità o del potere pubblico. Ecco quindi che per risolvere il problema vennero promulgate due leggi, l'Aelia Sentia e la Iunia Norbana del 19 d.C., che concedevano allo schiavo manomesso in certi casi solo lo status di peregrino (straniero) o di latino.

#### Ottenimento per nascita
L'ottenimento della cittadinanza avveniva soprattutto per condizione di nascita, evento per il quale tuttavia sono necessarie alcune condizioni. La situazione meno problematica è per il figlio di cittadini romani legati in matrimonio legittimo (conubium): sarà senza dubbio un civis. Normalmente gli stranieri non possono contrarre un negozio di ius civile, qual è il conubium, e pertanto teoricamente il problema non si pone, nemmeno qualora uno dei due genitori fosse cittadino. In realtà tuttavia il conubium, cioè il diritto di contrarre un matrimonio legittimo, poteva venire concesso ai singoli o a particolari condizioni di cittadinanza, come quella di latino. La soluzione per le varie possibilità esistenti si può trovare nella variegata casistica presente nelle Istituzioni di Gaio:
- In caso di conubium (matrimonio legittimo):

1. Cittadino + straniera = figlio romano
2. Straniero + cittadina = figlio straniero

- In caso di unione non legittima:

1. Cittadino + straniera = figlio straniero
2. Straniero + cittadina = figlio romano

In pratica in un matrimonio legittimo il figlio segue la condizione del padre al momento del concepimento, nel caso di unione non legittima segue la condizione della madre al momento del parto. Tuttavia una lex Minicia stabilì che qualora non vi fosse un'unione legittima il figlio di un qualsiasi genitore straniero fosse sempre straniero: 
(Tituli ex corpore Ulpiani 5.8)
Stessi principi si seguivano anche per le unioni tra romani e latini o latini e stranieri: Adriano tuttavia tramite un senatoconsulto precisò che tra romani e latini in ogni caso il figlio sarebbe stato romano.

### Perdita della cittadinanza
La cittadinanza si poteva perdere (capitis deminutio media) involontariamente o volontariamente: nel primo caso accadeva quando si subiva una condanna criminale o si esercitava il diritto di esilio per evitarla e, ovviamente, quando si perdeva la libertà, a seguito di cattura da parte di popolazione straniera (condizione che il diritto romano riconosceva legalmente) o qualora il creditore esercitasse il suo diritto di vendere come schiavo il debitore insolvente. La cittadinanza, così come poteva essere concessa, poteva essere tolta mediante un atto del potere politico: accadde ad esempio con la Lex Licinia Mucia, che negava la cittadinanza agli italici e ai latini, una delle cause dello scatenarsi della guerra sociale e, durante la stessa, tramite un'ordinanza di Silla che volle toglierla alle città di Volterra ed Arezzo. Il caso più classico invece di rinuncia volontaria alla cittadinanza era il trasferimento della residenza in un'altra città, sia che si trattasse di una città straniera che di una latina, secondo lo ius migrandi.

### Altre condizioni di cittadinanza
Nel corso della storia romana la condizione dei singoli o delle popolazioni sottomesse al potere dell'Urbe poteva essere assai variegata, in base ai diritti e ai privilegi concessi, e la stessa cittadinanza romana poteva variare, nel corso della storia più antica, a seconda del ceto di appartenenza e del ruolo sociale. Tuttavia si possono identificare alcune categorie generali, cioè la condizione di latino, di straniero e di peregrino dediticio.

#### Cittadinanza latina
La condizione di latino stava a metà tra quella di civis romanus e quella di straniero. La parola latini inizialmente indicava semplicemente le popolazioni abitanti del Lazio (Latini prisci), popolazioni che erano vicine a Roma politicamente ed etnicamente. Una volta inglobate nell'entità romana, si ritrovarono presto in una situazione privilegiata rispetto alle altre popolazioni sottomesse: in particolare i latini potevano concludere legalmente negozi di diritto romano, attraverso la concessione del commercium, a cui andava aggiunto il già citato conubium, cioè il diritto di contrarre matrimonio legale. Altri privilegi erano legati alle sopraddette facilitazioni nell'ottenimento per merito della cittadinanza romana. Inoltre i latini che, per qualsiasi motivo si trovassero a Roma nel giorno in cui si fossero riuniti i comizi, potevano esercitare il diritto di voto (ius suffragii). Nel tempo, lo status di latino stava genericamente ad individuare una condizione di cittadinanza privilegiata, ma non quanto quella romana (ancora era inibito l'accesso alle cariche pubbliche): erano quindi latini anche gli abitanti delle colonie create da Roma (latini coloniarii) e gli schiavi liberati in particolari circostanze.

#### Gli stranieri
Inizialmente il termine peregrinus indica l'abitante di una comunità diversa da Roma. Se questa era in conflitto con Roma, i suoi abitanti non avevano alcun diritto o tutela, in caso contrario, essi non possedevano comunque la possibilità di concludere negozi validi per il diritto civile, ma lo potevano fare con i negozi del diritto delle genti, come ad esempio la compravendita. Naturalmente era loro preclusa la possibilità di partecipare alla vita politica dell'Urbe. Con l'espansione del dominio romano il termine peregrinus comincia ad indicare lo status di quelle popolazioni (e quindi dei singoli membri) che si sono sottomesse pacificamente a Roma e che pertanto mantengono una certa autonomia, le loro leggi e i costumi, a distinguerlo dalla condizione di peregrinus dediticius.

#### Gli stranieri arresisi a discrezione
Quello di peregrinus dediticius era lo status concesso ai membri di comunità che si erano arrese dopo aver combattuto contro Roma, e quindi sottoposte alle condizioni (dediticius: arreso a discrezione) del vincitore. Essi erano liberi ma sottoposti a limitazioni di vario tipo, quali ad esempio l'impossibilità di risiedere entro cento miglia da Roma e l'impossibilità di contrarre mai la cittadinanza romana.